# Bloomsbury Publishing
Bloomsbury Publishing je britské nakladatelství, založené roku 1986 Nigelem Newtonem sídlící v londýnském obvodu Camden.
V letech 1999 a 2000 bylo britským knižním průmyslem oceněno jako nakladatelství roku. V prvním desetiletí 21. století vydávalo romány spisovatelky J. K. Rowlingové o čarodějnickém učni Harrym Potterovi. Vydalo také román The Finkler Question od Howarda Jacobsona, který v roce 2010 získal Man Brookerovu cenu.